# District de Guangxin (Shangrao)
Le xian de Shangrao (上饶县 ; pinyin : Shàngráo Xiàn) est un district administratif de la province du Jiangxi en Chine. Il est placé sous la juridiction de la ville-préfecture de Shangrao.

## Démographie
La population du district était de 660 674 habitants en 1999.